# ميخائيل د. كون
ميخائيل د. كون (بالإنجليزية: Michael D. Kohn)‏ هو محامي أمريكي، ولد في 1954.